# Canal Dniepr-Boug
Vous pouvez aider à l'améliorer ou bien discuter des problèmes sur sa page de discussion.
- Il ne cite pas suffisamment ses sources. Vous pouvez indiquer les passages à sourcer avec {{référence nécessaire}} ou {{Référence souhaitée}}, et inclure les références utiles en les liant aux notes de bas de page. (Marqué depuis avril 2024)
- Certaines informations devraient être mieux reliées aux sources mentionnées dans la bibliographie ou les liens externes. Améliorez sa vérifiabilité en les associant par des références. (Marqué depuis avril 2024)

- Archive Wikiwix
- Bing
- Cairn
- DuckDuckGo
- E. Universalis
- Gallica
- Google
- G. Books
- G. News
- G. Scholar
- Persée
- Qwant
- (zh) Baidu
- (ru) Yandex
- (wd) trouver des œuvres sur Wikidata

La canal Dniepr-Boug (en russe : Днепровско-Бугский канал, Dnieprovsko-Bougski kanal ; en biélorusse : Дняпроўска-Бугскі канал, Dniaprowska-Bouhski kanal) est un cours d'eau artificiel de Biélorussie, qui relie le Boug occidental au Dniepr. Long de 196 km, entre Brest et Pinsk, il permet la navigation entre la mer Baltique et la mer Noire, en reliant le bassin de la Vistule à celui du Dniepr.

## Histoire
Le canal fut creusé en 1775, sous le règne de Stanislas II (qui a duré de 1764 à 1795), dernier roi de la république des Deux Nations (Pologne-Lituanie). Le canal fut d'abord appelé « Kanał Królewski » ou « canal royal », en hommage au roi de Pologne à l'origine de l'ouvrage. Des travaux complémentaires furent réalisés à partir de 1837 et achevés vers 1846-1848.
La navigation sur le canal Dniepr-Boug est interrompue par un barrage sur la rivière Boug, près de Brest, en Biélorussie. Ce barrage est l'obstacle le plus important pour les bateaux de faible tirant d'eau empruntant les voies navigables entre l'Europe occidentale et l'Ukraine. Les voies navigables de la frontière germano-polonaise (Warta, Noteć, canal de Bydgoszcz, Wisła, Narew, Boug) utilisées pour rejoindre les voies navigables intérieures de la Biélorussie et de l'Ukraine (Moukhavets, canal Dniepr-Boug, Pripiat et Dniepr), forment une liaison ininterrompue entre le Nord-Ouest de l'Europe et la mer Noire.

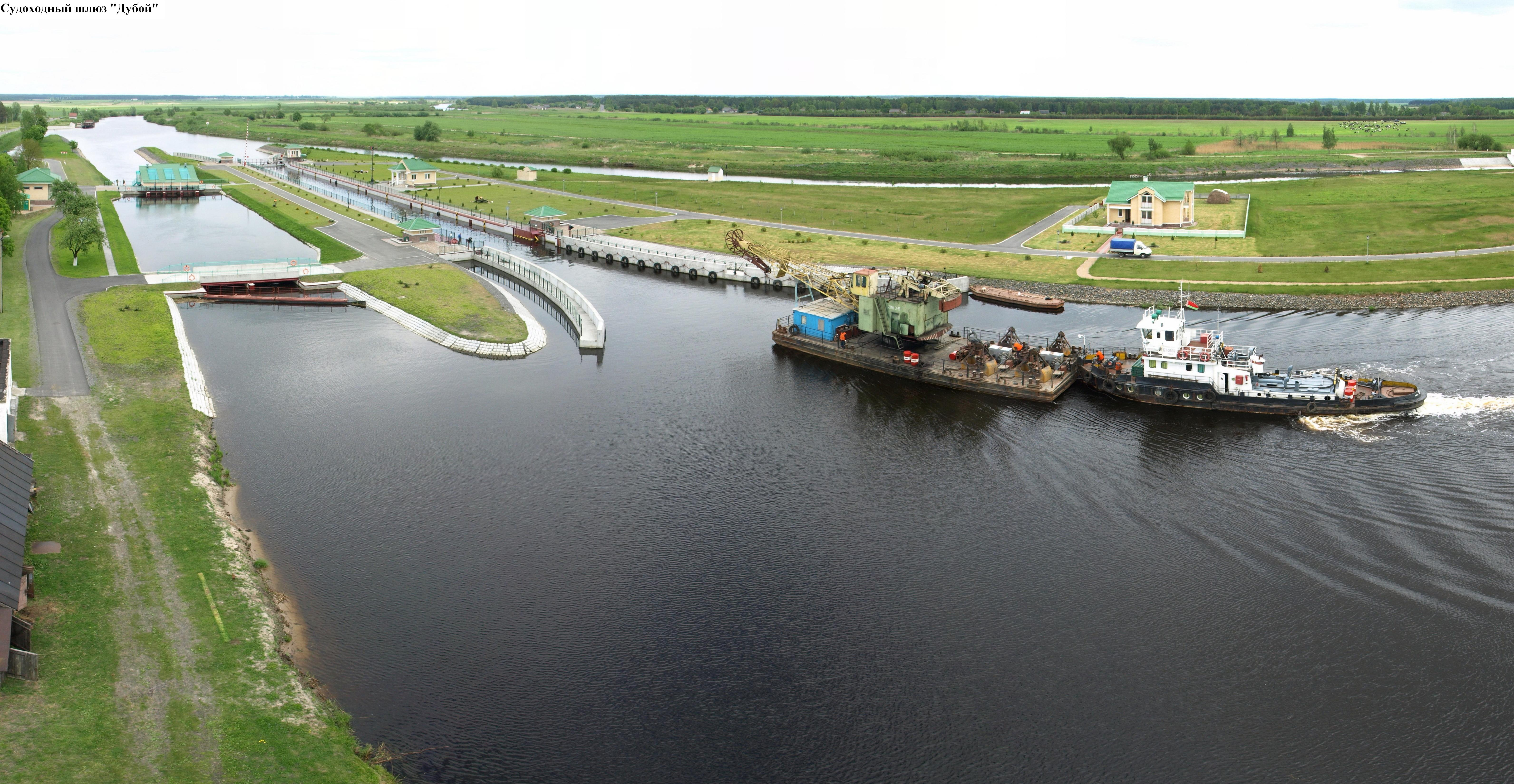
Le canal Dniepr-Boug.

En restreignant la navigation, le barrage sur le Boug a entraîné une désaffection de la partie la plus occidentale de la Moukhavets. Quelques-unes des écluses sont remplies et le port de Brest ne peut plus être atteint par des navires venant de l'est.
Plus récemment, des efforts ont été entrepris afin de faire repasser le canal dans la classe IV des voies navigables d'importance internationale. En 2003, le gouvernement biélorusse a adopté un programme de développement de la navigation fluviale et du transport maritime pour reconstruire les écluses du canal Dniepr-Boug afin de répondre aux normes des voies navigables de classe européenne Va. Selon le gouvernement biélorusse, quatre barrages-écluses et une écluse pour la navigation fluviale ont été reconstruits, qui permettent le passage des navires de 110 m de long, 12 m de large et avec un tirant d'eau de 2,2 m.